# Xylotrechus boreosinicus
Xylotrechus boreosinicus là một loài bọ cánh cứng trong họ Cerambycidae.